# Herbert A. Simon
Herbert Alexander Simon (15/6/1916 – 9/2/2001) là một nhà khoa học chính trị, kinh tế, xã hội học, tâm lý học người Mỹ và đặc biệt là giáo sư tại Đại học Carnegie Mellon—nơi ông có các nghiên cứu về nhiều lĩnh vực như nhận thức tâm lý, khoa học nhận thức, khoa học máy tính, hành chính, kinh tế, quản lý, khoa học triết học, xã hội học và khoa học chính trị. Với gần một ngàn ấn phẩm thường xuyên được trích dẫn, ông là một trong những nhà khoa học xã hội có ảnh hưởng nhất trong thế kỷ 20.
Simon là một trong những người sáng lập ra một vài lĩnh vực khoa học quan trọng ngày nay, bao gồm cả trí tuệ nhân tạo, xử lý thông tin, ra quyết định, giải vấn đề, kinh tế học sức chú ý, lý thuyết tổ chức, hệ thống phức hợp, và mô phỏng trên máy tính các phát hiện khoa học. Ông đã đặt ra thuật ngữ tính hợp lý giới hạn' và satisficing, và là người đầu tiên phân tích kiến trúc phức tạp và đề xuất một cơ chế đính kèm ưu đãi để giải thích các phân bố luật công suất.
Ông cũng nhận được nhiều danh hiệu cao quý trong suốt cuộc đời mình. Bao gồm: thành viên Viện hàn lâm khoa học và nghệ thuật Hoa Kỳ năm 1959; được bầu vào Viện Hàn lâm Khoa học Quốc gia vào năm 1967; giải Turing của ACM cho "đóng góp cơ bản về trí tuệ nhân tạo, tâm lý nhận thức của cong người, và xử lý danh sách"(1975); giải Nobel kinh tế "cho nghiên cứu tiên phong của ông vào quá trình ra quyết định trong các tổ chức kinh tế" (1978); huân chương Khoa học Quốc gia (1986); và giải thưởng APA cho các đóng góp nổi bật suốt đời về tâm lý học (1993).
Như một minh chứng cho phương pháp tiếp cận liên ngành của mình, Simon đã liên kết các khoa của Carnegie Mellon như Trường Khoa học máy tính Carnegie, Trường kinh doanh Tepper, khoa triết học, khoa học Xã hội và quyết định, và tâm lý học.
Simon còn được nhận bằng Tiến sĩ Luật danh dự (LL.D.) từ Đại học Harvard vào năm 1990.

## Các tác phẩm xuất bản nổi tiếng
- 1938 (with Clarence E. Ridley). Measuring Municipal Activities: a Survey of Suggested Criteria and Reporting Forms For Appraising Administration.
- 1943. Fiscal Aspects of Metropolitan Consolidation.
- 1945. The Technique of Municipal Administration, 2d ed.
- 1947. Administrative Behavior: A Study of Decision-Making Processes in Administrative Organization.

– 4th ed. in 1997, The Free Press
- 1955. "A Behavioral Model of Rational Choice", Quarterly Journal of Economics, vol. 69, 99–188.
- 1956. "Reply: Surrogates for Uncertain Decision Problems", Office of Naval Research, January 1956.

– Reprinted in 1982, In: H.A. Simon, Models of Bounded Rationality, Volume 1, Economic Analysis and Public Policy, Cambridge, Mass., MIT Press, 235–44.
- 1957. Models of Man. John Wiley. Presents mathematical models of human behaviour.
- 1958 (with James G. March and the collaboration of Harold Guetzkow). Organizations. New York: Wiley.
- 1958 (with Allen Newell và J. C. Shaw). "Elements of a theory of human problem solving" Lưu trữ ngày 29 tháng 7 năm 2013 tại Wayback Machine, Psychological Review, vol. 65, 151–166.
- 1967. "Motivational and emotional controls of cognition", Psychological Review, vol. 74, 29–39, reprinted in Models of Thought Vol 1.
- 1969. The Sciences of the Artificial. MIT Press, Cambridge, Mass, 1st edition
- 1972 (with Allen Newell). Human Problem Solving.
- 1972. "Theories of Bounded Rationality," Chapter 8 in C. B. McGuire and R. Radner, eds., Decision and Organization, Amsterdam: North-Holland Publishing Company.
- 1977. Models of Discovery: and other topics in the methods of science. Dordrecht, Holland: Reidel.
- 1979. Models of Thought, Vols. 1 and 2. Yale University Press. His papers on human information-processing and problem-solving.
- 1980 (with K. Anders Ericsson). "Verbal reports as data", Psychological Review, vol. 87, 215–251.
- 1982. Models of Bounded Rationality, Vols. 1 and 2. MIT Press. His papers on economics.
- 1983. Reason in Human Affairs, Stanford University Press. A readable 115pp. book on human decision-making and information processing, based on lectures he gave at Stanford in 1982. A popular presentation of his technical work.
- 1987 (with P. Langley, G. Bradshaw, and J. Zytkow). Scientific Discovery: computational explorations of the creative processes. MIT Press.
- 1991. Models of My Life. Basic Books, Sloan Foundation Series. His autobiography.
- 1995 (with Peter C.-H. Cheng). "Scientific discovery and creative reasoning with diagrams", in S. M. Smith, T. B. Ward & R. A. Finke (Eds.), The Creative Cognition Approach (pp. 205–228). Cambridge, MA: MIT Press.
- 1996. The Sciences of the Artificial, 3rd ed. MIT Press.
- 1997. An Empirically Based Microeconomics. Cambridge University Press. A compact and readable summary of his criticisms of conventional "axiomatic" microeconomics, based on a lecture series.
- 1997. Models of Bounded Rationality, Vol. 3. MIT Press. His papers on economics since the publication of Vols. 1 and 2 in 1982. The papers grouped under the category "The Structure of Complex Systems"– dealing with issues such as causal ordering, decomposability, aggregation of variables, model abstraction– are of general interest in systems modelling, not just in economics.
- 1998 (with John R. Anderson, Lynne M. Reder, K. Anders Ericsson, and Robert Glaser). "Radical Constructivism and Cognitive Psychology" Lưu trữ ngày 26 tháng 6 năm 2010 tại Wayback Machine, Brookings Papers on Education Policy, no. 1, 227–278.
- 2000 (with John R. Anderson and Lynne M. Reder). "Applications and misapplications of cognitive psychology to mathematics education" Lưu trữ ngày 26 tháng 6 năm 2010 tại Wayback Machine, Texas Education Review, vol. 1, no. 2, 29–49.